# Sophia Sablairolles
Theodora Sophia Sablairolles (* 18. März 1817 in Den Haag; † 2. Februar 1859 ebenda) war eine niederländische Schauspielerin.

## Leben
Sophia Sablairolles wurde am 18. März 1817 in Den Haag geboren. Sie war die Tochter des Bühnenschauspielers Jacob Hendrik Sablairolles (1793–1833) und der Kostümbildnerin Johanna Scholten (1793–1842) und kam fünf Tage nach der Hochzeit ihrer Eltern auf die Welt. Ihre Familie war protestantisch und sie hatte acht jüngere Geschwister, von denen drei früh starben. Sie wuchs hauptsächlich in Den Haag und Amsterdam auf, aber aufgrund der Theaterarbeit ihres Vaters reiste die Familie viel. Als Sophie Sablairolles 16 Jahre alt war, starb ihr Vater, zwei Tage zuvor hatte ihre Mutter Zwillinge bekommen. Um die Familie zu unterstützen, nahmen sie und ihre Schwester Wilhelmina Gerretje ein Engagement bei der Zuid-Hollandsche Tooneelisten, einer Theatergruppe mit Sitz in Den Haag an. Zuvor hatten Sophie und Mina mehrere Kinderrollen bei Willem Weddeloopers Kompanie in Amsterdam gespielt. Bei den Zuid-Hollandsche Tooneelisten trat Sophie hauptsächlich in Kinder- und Transvestitenrollen auf. In den 1840er Jahren engagierten sich auch ihre jüngeren Schwestern Suzanna Nannette und Henriëtte Jacqueline in diesem Unternehmen.
Sophie Sablairolles heiratete am 28. April 1841 in Den Haag 25-jährigen Schauspieler und Buchbinder Hendrik Geerhard Kiehl (1815–1895). Aus dieser Ehe gingen neun Kinder hervor, von denen fünf Jungen und zwei Mädchen das Erwachsenenalter erreichten. Im Jahr 1845 zog Sablairolles mit ihrem Mann und den beiden ältesten Söhnen nach Amsterdam, wo sie dem Salon des Variétés beitrat. Sie gab ihr Debüt mit dieser Kompanie am 5. Februar 1845 in der Aufführung „Satan oder der Teufel“ in Paris. Mit dem Auftritt erntete sie großes Ansehen. In den folgenden Jahren trat Sablairolles auch mehrmals in Den Haag auf. In den Kritiken wurde sie allgemein für ihr Aussehen und ihre Rollenbeherrschung gelobt.
Nachdem 1854 der Ehemann ihrer Schwester Wilhelmina, Jean Cretien Valois (1809–1894), Co-Direktor der Koninklijke Schouwburg in Den Haag geworden war, engagierten sich Sophie Sablairolles und Kiehl ebenso wie weitere Familienmitglieder für das neue Unternehmen. In dieser Zeit gab es eine jährliche Benefizveranstaltung zu Ehren von Sablairolles. 1856 spielte sie bei einer solchen Gelegenheit die Hauptrolle in „Der Canal Saint-Martin“ von Cormon und ein Jahr später in „Der Lumpensammler von Paris“ von Pyat.
Am 2. Februar 1859 starb Theodora Sophia Sablairolles im Alter von 41 Jahren in Den Haag. Einige ihrer Kinder kamen, wie sie, schon in jungen Jahren zum Theater. Vor allem August Theodoor Cornelis (1854–1938) und Mathilda Henriette Theodora.